# 小沃尔特·莱蒙
小沃尔特·莱蒙（英語：Walter Lemon Jr.，1992年7月26日—）為美國男子籃球運動員，最後效力於中国男子篮球职业联赛山西汾酒。

## 職業生涯
2023年12月，卡達籃球聯賽阿拉比簽下莱蒙。2024年12月21日，中国男子篮球职业联赛山西汾酒與莱蒙簽約。12月24日，山西汾酒註冊莱蒙，取消註冊哈利·賈爾斯。2025年1月4日，山西汾酒註冊哈利·賈爾斯，取消註冊莱蒙。

## 外部連結
- 小沃尔特·莱蒙在fiba.basketball（英语）
- 小沃尔特·莱蒙在NBA（英语）
- 小沃尔特·莱蒙在德國籃球甲級聯賽（德语）
- 小沃尔特·莱蒙在中国男子篮球职业联赛
- 小沃尔特·莱蒙在Basketball-Reference.com（NBA）（英语）
- 小沃尔特·莱蒙在Basketball-Reference.com（NBA G聯盟）（英语）
- 小沃尔特·莱蒙在Basketball-Reference.com（國際）（英语）
- 小沃尔特·莱蒙在Sports-Reference.com（NCAA）（英语）
- 小沃尔特·莱蒙在Eurobasket.com（球員）（英语）
- 小沃尔特·莱蒙在Proballers（英语）
- 小沃尔特·莱蒙在RealGM（英语）
- 小沃尔特·莱蒙在中国篮球数据库
- 小沃尔特·莱蒙在Flashscore（英语）